# Despair Rocks
Despair Rocks är en klippformation i Antarktis. Den ligger i Sydorkneyöarna i havet cirka 12 kilometer väter om Coronation Island. . Argentina och Storbritannien gör anspråk på området.
Terrängen runt Despair Rocks är platt. Trakten är obefolkad.